# Iglauer Sprachinsel

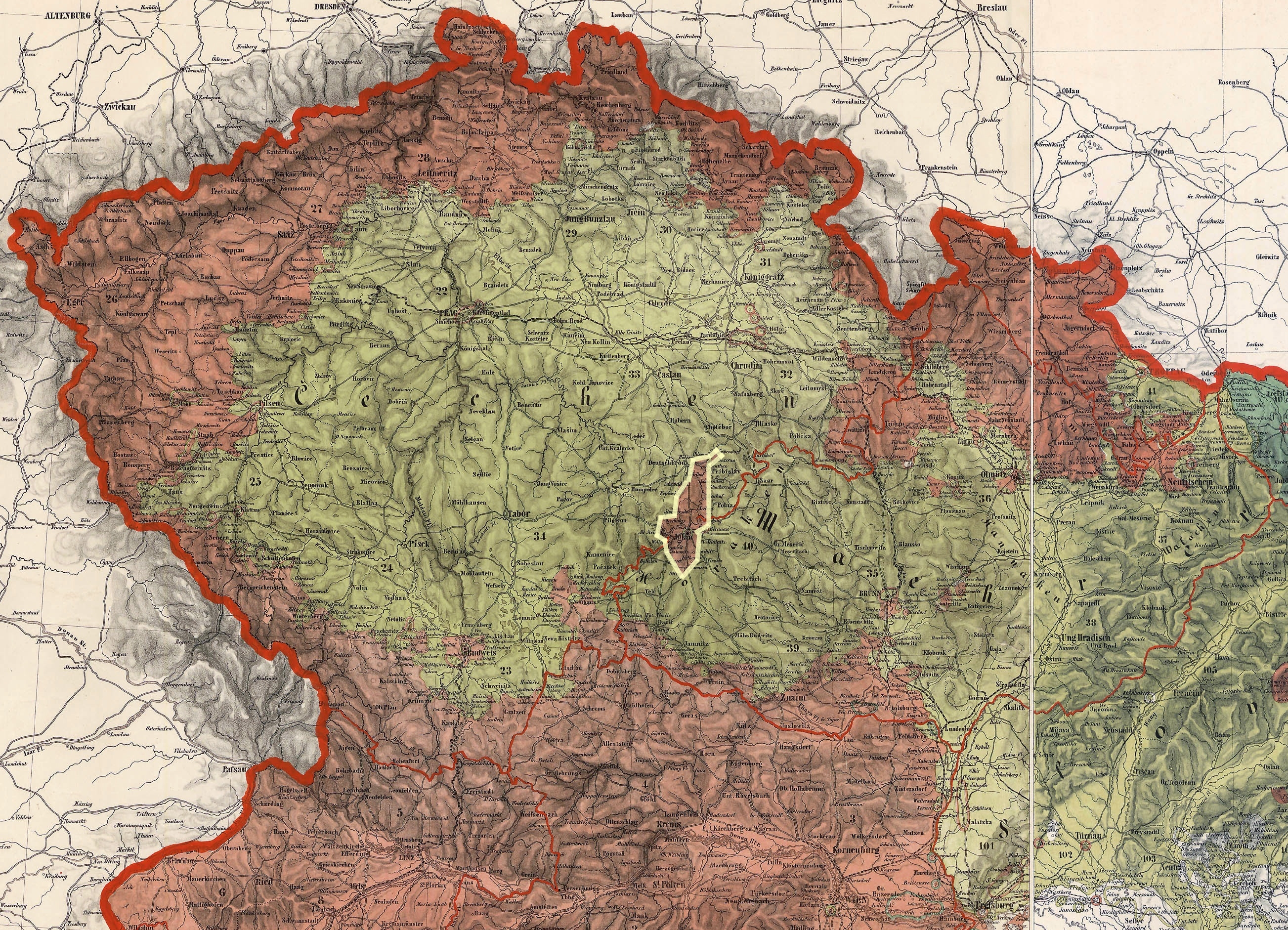
Lage der Iglauer Sprachinsel im Kronland Böhmen, 1855

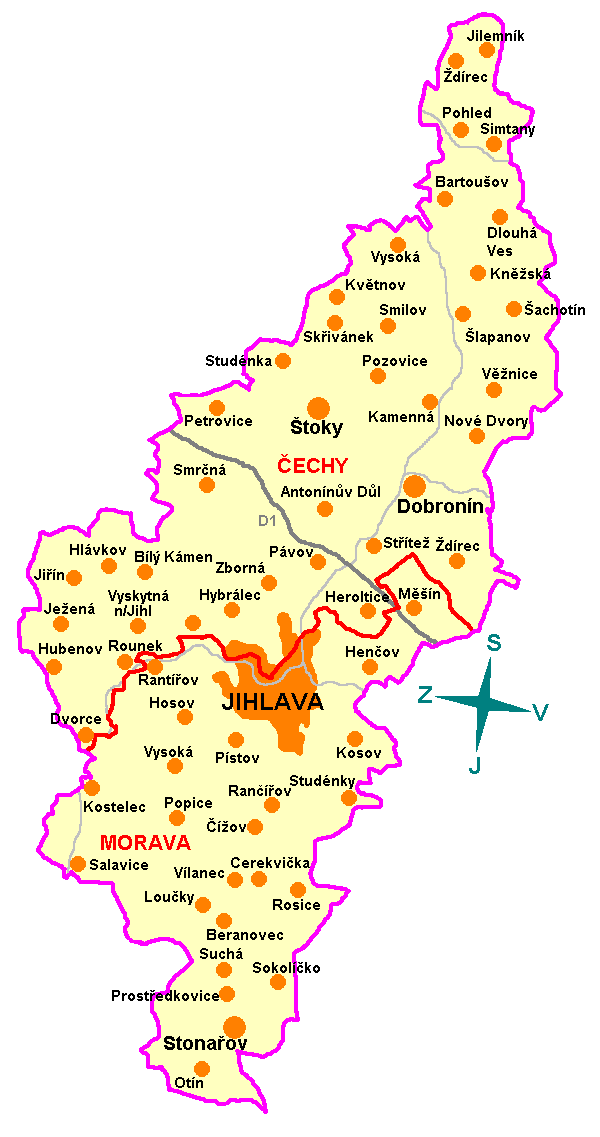
Ausdehnung der Sprachinsel (mit tschechischen Ortsnamen). Rot markiert ist die böhmisch-mährische Grenze.

Die Iglauer Sprachinsel (tschechisch Jihlavský jazykový ostrov) war eine deutsche Sprachinsel im heutigen Tschechien, gelegen an der Grenze zwischen Böhmen und Mähren. Das Gebiet umfasste 79 Siedlungen auf einer Fläche von ca. 43 × 18 km um die Stadt Iglau/Jihlava. Weitere Zentren waren die Marktgemeinden Stannern/Stonařov und Stöcken/Stecken/Štoky.

## Deutsche Besiedlung
Die Ansiedlung Deutscher geht auf den Silberbergbau in den Iglauer Bergen im Mittelalter zurück. Der mittelalterliche Bergbau beruhte hier, wie in anderen Orten in Mittel- und Osteuropa, auf deutschsprachigen Fachkräften. Von 1233 ist eine Urkunde erhalten, in der der Deutsche Orden die Iglauer Kirchengüter an das Kloster Selau verkaufte. Im Jahr 1249 bestätigten Wenzel I. und Ottokar II., Könige von Böhmen und zeitweilig Markgrafen von Mähren, das Iglauer Bergrecht, das für den mitteleuropäischen Bergbau und auch die südamerikanischen Besitzungen Spaniens prägend wurde. In der Auseinandersetzung um die Kaiserkrone gegen Rudolf von Habsburg verlor Ottokar II. in der Schlacht auf dem Marchfeld sein Leben. Zur Aussöhnung verheiratete der siegreiche Rudolf seine Kinder mit Kindern Ottokars, deren Hochzeiten 1271 in Iglau gefeiert wurden.
Die Reformation setzte sich in Iglau und Umgebung schnell durch, vor allem durch die Predigten von Paulus Speratus aus Ellwangen. In Iglau wurde die einzige Meistersingerschule der böhmischen Länder gegründet. Nach der Schlacht am Weißen Berg wurde auch Iglau von Kaiserlichen besetzt. Die evangelischen Geistlichen wurden ausgewiesen und der Bevölkerung eine Frist von sechs Wochen gesetzt, katholisch zu werden oder auszuwandern. Von 1645 bis 1647 besetzen schwedische Truppen Iglau. Die Kaiserlichen belagerten die Stadt und eroberten sie schließlich wieder.
Infolge der erzwungenen Auswanderung aus der Region als Folge der Rekatholisierung verlor Iglau an Bedeutung, jedoch folgte eine zweite deutsche Einwanderungswelle. Iglau hatte im 15. Jahrhundert eine mit großer Mehrheit deutschsprachige Bevölkerung mit nur etwa 10 Prozent tschechischsprachiger Einwohner.

## Die Sprachinsel seit Beginn der Neuzeit
Ende des 19. Jahrhunderts erfolgten Bevölkerungsverschiebungen, bei denen Deutsche aus den Dörfern der Sprachinsel in die Stadt Iglau ziehen, während Iglauer in andere Städte, vor allem Wien, übersiedelten. Tschechischsprachige Einwanderer rückten in die Dörfer nach. Nach den Ergebnissen der Volkszählung von 1910 lebten allein in Jihlava 21.756 Deutschsprachige und 5.974 Tschechen, in anderen Gemeinden der Sprachinsel etwa 18.400 Deutsche und 6.100 Tschechen.
Während des Ersten Weltkriegs traten die ersten erheblichen Spannungen zwischen Tschechen und Deutschen auf. Am 3. November 1918 beanspruchten die deutschen Abgeordneten des österreichischen Reichsrates das Gebiet der Sprachinsel für Deutschösterreich. Aufgrund der Verhandlungen, die zum Vertrag von Saint-Germain führten, zu denen deutsche und österreichische Vertreter nicht zugelassen waren, wurde Iglau, wie ganz Böhmen und Mähren, dem tschechoslowakischen Staat zugeschlagen.
Der tschechoslowakische Staat zielte darauf, Großgrundbesitz gerechter zu verteilen, was aber in der Regel die Überführung deutschen Eigentums in tschechisches Eigenturm bewirkte. Der Hohenzollernsche Besitz in Iglau wurde an tschechische Genossenschaften übergeben, die als Arbeitskräfte vor allem Tschechen einstellten. In der kommunalen Verwaltung wurden vorwiegend Deutsche entlassen oder ins tschechischsprachige Gebiet versetzt. Im Schulwesen wurden kleinere deutsche Schulen zur Schließung gezwungen, während in Orten ohne nennenswerte tschechischsprachige Bevölkerung tschechischsprachige Schulen gegründet wurden. Das Verhältnis der beiden Nationalitäten verschob sich daher auf zwei Drittel Deutsche und ein Drittel Tschechen. Durch den Einmarsch der deutschen Wehrmacht im März 1939 wurde Iglau Teil des Protektorates Böhmen und Mähren. Nun erklärten sich viele Einwohner Iglaus, die sich vorher als Tschechen bezeichnet hatten, als Deutsche.

## Nach dem Zweiten Weltkrieg
Am 9. Mai 1945 rückte die Rote Armee mit tschechischen Partisanen ein. Den Bewohnern wurde es verboten, Häuser abzuschließen. Deutsche durften keine öffentlichen Verkehrsmittel benutzen und mussten Armbinden als Zwangskennzeichnung tragen. Deutsche Kaufleute mussten ihre Geschäfte schließen. Einige der Iglauer Tschechen versuchten, den Deutschen zu helfen. Deutsche mussten auf Plätzen antreten und wurden misshandelt.
Zwischen 23. und 26. Mai wurden in Iglau stadtteilweise Deutsche aus ihren Wohnungen vertrieben und zu Fuß zur österreichischen Grenze getrieben. Im Juli 1945 wurden auch die Deutschen aus den Dörfern der Sprachinsel aus ihren Wohnungen vertrieben und in Internierungslager verfrachtet oder zu Zwangsarbeit verpflichtet. Internierungslager für Deutsche bestanden in Iglau-Helenenthal, Obergoß (Horní Kosov), Stannern (Stonařov), Altenberg (Staré Hory), Friedrichsdorf (Bedřichov u Jihlavy) und Pattersdorf.

## Heute
Ein Iglauer Heimatmuseum befindet sich im Schloss Hellenstein. Im Museum Vysočina Jihlava ist lediglich vermerkt, dass 1946 die Deportation der Iglauer Deutschen abgeschlossen worden sei.

## Externe Verweise
- Die Iglauer Sprachinsel